# Річкова флотилія Сербії
Річкова флотилія Сербії  (серб. Речна Флотила/Rečna flotila) — це тактичний підрозділ бригадного рівня флоту внутрішніх вод Збройних сил Сербії.
Штаб-квартира річкової флотилії знаходиться в місті Новий Сад, а її підрозділи також розташовані в Белграді та Шабаці.
Підпорядкована сухопутним військам Сербії з 2006 року, річкова флотилія виконує низку місій у межах Республіки Сербія, які включають охорону навколишнього середовища, боротьбу з тероризмом і охорону кордону на 406 кілометрах міжнародних кордонів Сербії та 1565,9 кілометрів сербських водних шляхів.
Флотилія значною мірою самодостатня з точки зору технічного забезпечення для корабельно-катерного складу, водночас  спирається на систему  логістики та інфраструктури збройних сил Сербії для загальновійськових потреб.  Структура резерву — Понтонні батальйони складається з особового складу, який проходив службу в понтонних частинах Югославії.
Річкова флотилія не має спроможностей до швидкого розгортання. Попри те, що флотилія не бере участь у міжнародних місіях, вона регулярно проводить спільні навчання та обмінюється досвідом з річковими силами сусідніх дунайських держав: Хорватії, Угорщини, Болгарії та Румунії.

## Завдання
Основними завданнями річкової флотилії є:
- створення та підтримання оперативних спроможностей для виконання завдань в інтересах усіх родів військ Збройних сил Сербії,
- забезпечення функціонування і підготовка командування і підпорядкованих підрозділів для виконання спеціальних завдань,
- контроль внутрішніх водних шляхів та забезпечення маневрів підрозділам сухопутних військ Сербії на річках, каналах і озерах,
- рятувальні операції на річках, каналах і озерах.

Щороку, з 15 червня по 1 вересня, 1-й понтонний батальйон розміщує 362-метровий міст, що з'єднує Земунську набережну і Великий ратний острів, у рамках угоди про інженерні послуги між муніципалітетом Земун і сербською армією. У 2017 році військовослужбовцям 1-го понтонного батальйону було вручено медальйони Міністерства оборони Сербії за порятунок літнього чоловіка з човна, на якому виникла пожежа. Військовослужбовці, як повідомлялося, допливли до постраждалого і доправили його до берега річки, де лікар флотилії надав йому першу допомогу.

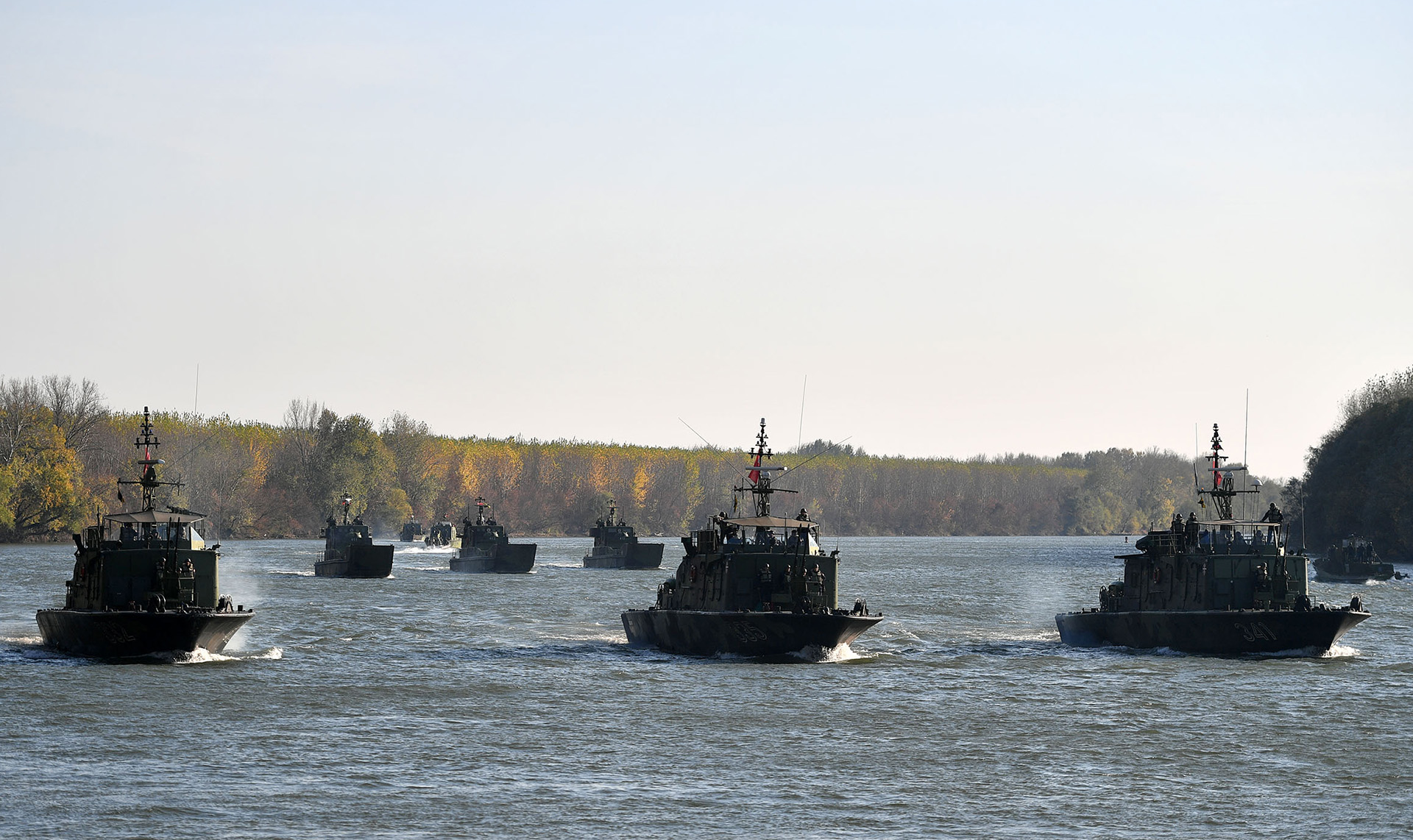
Катери річкової флотилії Сербії на військових навчаннях в Тітелі, Воєводина 2018 року

Річкова флотилія регулярно надає безпекову та технічну підтримку меморіальній регаті «Зоран Радосавлевич» у пам'ять померлого льотчика та захопленого яхтсмена майора Зорана Радосавлевич, члена 127-ї ескадрильї «Лицарів» ВПС Югославії, який помер під час бомбардування НАТО Югославією 27 березня 1999 року. Меморіальна яхтова регата «Зоран Радосавлевич» вперше відбулася в Чорногорії 1999 року, а з травня 2007 року вона була організована в Белграді, Сербія
Під час  повеней в Сербії 2014, члени 1-го понтонного батальйону допомагали боротися з її наслідками, забезпечуючи евакуацію громадян та укріплення берегів.

## Історія

### Виникнення

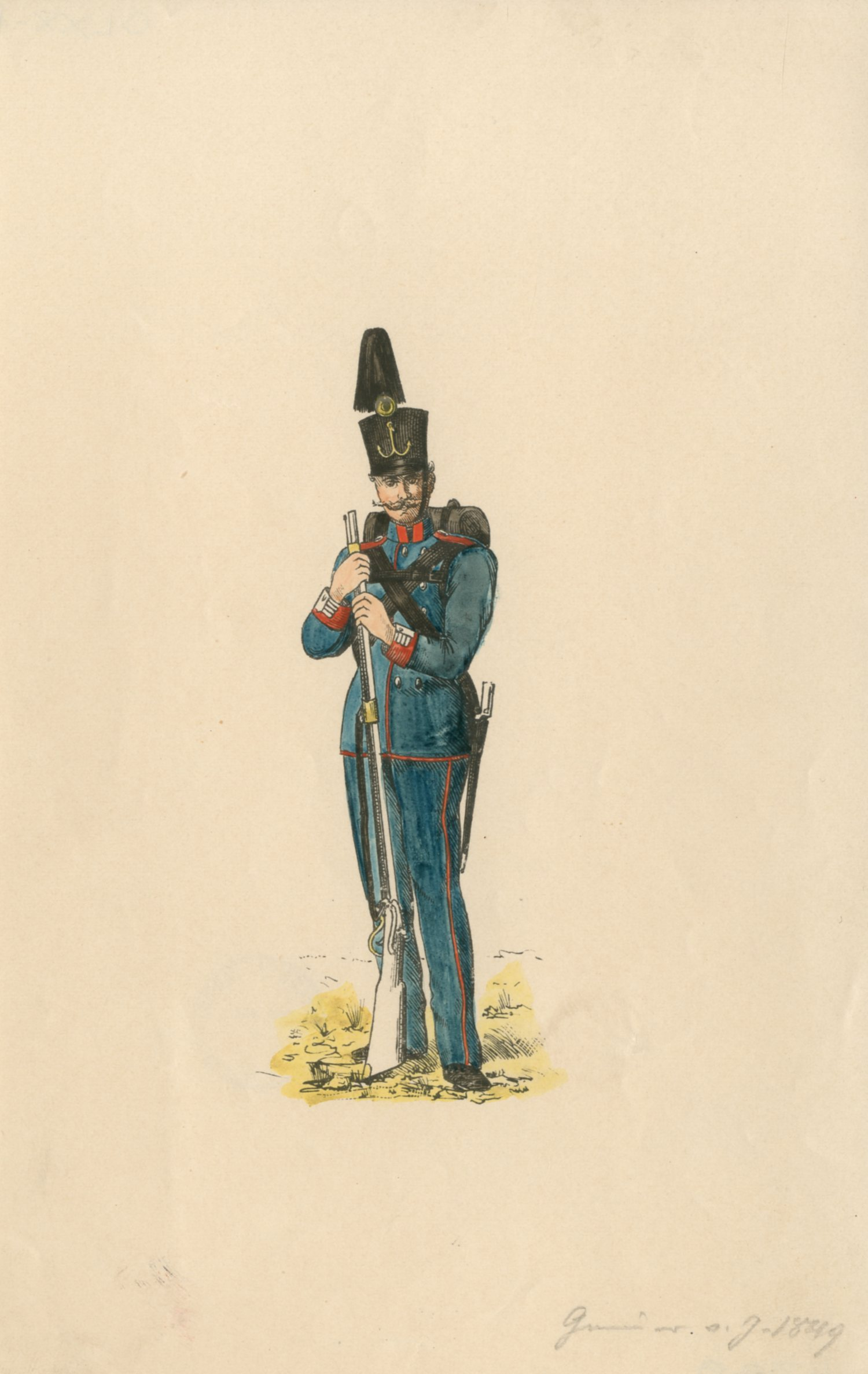
Зображення «шайкаша», бійця військ річкової флотилії Габсбурзької монархії, що охороняла Дунай і Саву проти Османської імперії, 1849

Сучасна сербська річкова флотилія бере свій початок від сербських військ «шайкашів», які охороняли річки Дунай і Сава, і особливо, порт Белград, проти річкових флотилій Османської імперії з XVI до XIX століття. Керовані угорською або австрійською владою ці війська складалися з етнічних сербів, які мали особливий військовий статус. Їхня назва шайкаш отримана від сербської назви невеликого дерев'яного човна, відомого як чайка (серб. Šajka, нім. tschaiken), що мав екіпаж до 50 осіб під командуванням офіцера, з керманичем, зброярем, барабанщиком. двома боцманами і до 36 веслярів.
Рання сербська шайкаська флотилія домоглася найбільшого успіху 14 липня 1456 року, коли під стінами Белграда було знищено весь турецький флот із 200 кораблів. Пізніше під австрійським керівництвом у битві при Петроварадині в 1526 році (незадовго до битви при Могачі) шайкаші, під командуванням сербського деспота Павле Бакича, на службі Фердинанда I, ерцгерцога Австрійського і короля Угорщини та Хорватії, перемогли османську флотилію.
Після османського завоювання Угорщини в 1541 році, багато сербських шайкашів оселилися в сучасній Словаччині і заснували австрійську нім. Tschaikistenflotte. Сербські шайкаші стали невід'ємною частиною австрійської Дунайської флотилії, а після австрійського завоювання Угорщини та нинішньої Воєводини була заснована Шайкаська провінція в сучасній Сербії.
Після Белградського договору (1739 р.) загони шайкашів в Комарно, Естергомі, Дьєрі та інших місцях були скасовані. У 1763 році габсбурзька Воєнна рада створила Прикордонний шайкаський батальйон (серб. Крајишки шајкашки батаљон/Krajiški šajkaški bataljon), відомий під німецькою назвою нім. Czaikisten Bataillon, у Південно-Східній Бачці, який існував у 1763—1873 роках. Військовослужбовці батальйону та їх родини сформували громаду колоністів, для яких і була створена Шайкаська область, яка спочатку включала шість сіл, а потім зросла до 8. Штаб батальйону знаходився в Тітелі. У 1769 році батальйон мав чотири роти: близько 1116 чоловік, при чому постійно збільшувався.
Під час Третьої австро-турецької війни (1788—1791) шайкаші відіграли значну роль при звільненні Белграда 7 жовтня 1789 року. Після Свєштівського договору 1 вересня 1791 року Шайкашський батальйон повернувся до режиму мирного часу.
Під час Сербської революції проти турецького панування в Османській імперії національний рух сербського населення на Нижньому Дунаї і на Саву охопив і Шайкашський батальйон. Після звільнення деяких частин Сербії від турецького панування почалося будівництво перших сербських військових суден для річкової флотилії, а в 1834 році під час правління князя Милоша Обреновича було закладено перший сербський бриг «Srbija».
З 1862 р. Князівство Сербія володіло річковим флотом з 12 пароплавів, 52 вантажних суден і 14 понтонних мостів, побудованих на Королівському сербському суднобудівному заводі.
Коли політичний конфлікт між сербами і повсталими проти Габсбургів угорцями завершилися раптовим нападом на Сремські Карловці 12 червня 1848 року, Шайкашський батальйон відіграв вирішальну роль в отриманні Сербією статусу незалежної конституційної монархії, що заклала основу для створення сучасної Сербії.
Після проголошення війни проти Османської імперії в 1876 р. Річкова флотилія Князівства Сербія встановила міни на річці Дунай. 

### Перша світова війна (1914—1918)

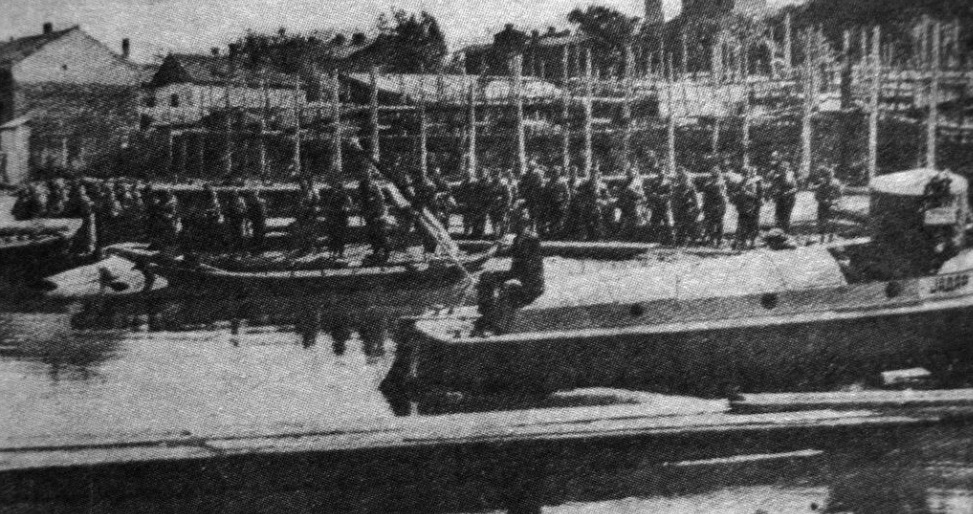
Сербський річковий патрульний катер «Jadar»

6 серпня 1915 року Королівство Сербія отримало свій перший справжній військовий корабель — патрульний катер «Jadar». Побудований на верфі біля Белграда, він був озброєний двома кулеметами і використовувався для установки мін на ріках Сава і Дунай.
На початку Першої світової війни флотилія увійшла до складу командування Велика Ада Циганлія, діючи під  керівництвом підполковника Мілана Радойовича — першого командувача сербської річкової флотилії. Флотилія підтримувала зв'язок між правим берегом річки Сава і островом Велика Ада Циганлія, зайнятого сербськими військами, захищала лінії комунікацій між Белградом і Обреноваком, сприяла транспортуванню сербських військ у Сремі, експлуатації водних шляхів і здійснення розвідки.

### Королівство Югославія (1918—1941)
У 1918 році Сербія, яка опинилася в таборі переможців, розпочала реконструкцію і відновлення своїх збройних сил у новій південнослов'янській державі, відомій як Королівство сербів, хорватів і словенців (КСЦС), а пізніше як Королівство Югославія. У квітні 1919 р. Збройні сили нового південнослов'янського королівства очолив новий міністр армії і флоту.
У підпорядкуванні Військово-морського відділу штаб-квартира Дунайської флотилії знаходилася в Нові-Саді і керувала штабами, базами річкової флотилії, та військово-морськими загонами на озерах.
Як переможець розпущеної Австро-Угорською імперії Королівство очікувало отримати значну кількість кораблів зі складу колишнього австро-угорського флоту та його Дунайської флотилії, які знаходились під контролем союзників. У квітні 1919 року Королівство просило про передачу шести моніторів, одного річкового канонерського човна та плавучої майстерні. У квітні 1920 року Королівський югославський військово-морський флот отримав чотири монітори, один річковий канонерський човен і три буксири.
Командування Югославської річкової флотилії мало завдання з попередження вторгнення ворога до Югославії через її внутрішні водні шляхи. Кораблі і екіпажі навчалися у встановлені річкових мін і створенні перешкод. Отримані монітори повинні були забезпечити артилерійську підтримку наземним військам. флотилія мала у своєму розпорядженні 202 австро-угорські плавучі міни М-15 і 202 австро-угорські річкові міни Р-35, що зберігалися в Сремській Камениці.

#### Дунайська флотилія Королівського югославського флоту
Командний корабель
- Cer

Річкові монітори
Всі вони мали близько 400—500 тонн з основним озброєнням з двох 120-мм гармат, двох або трьох 66-міліметрових гармат, 120-міліметрових мінометів, 40-міліметрових зеніток та кулеметів.
- Vardar (колишня Bosna, спочатку Temesh) (1915)
- Drava (колишній Enns) (1915)
- Sava (колишній Bodrog) (1915)
- Morava (колишній Körös) (1915)

Річкові патрульні катери
- Mostar
- Lovćen
- Velebit

Сторожові катери (діяли на Охридському озері)
- Graničar (1929)
- Stražar (1929)

Річкові буксири
- Cer
- Šabac
- Sisak

У 1920-х роках було проведено технічне переоснащення югославських суднобудівних заводів, а потреби югославського річкового флоту Королівства забезпечили нові верфі в Нові-Саді і Смедерево, де були модернізовані югославські монітори.
У 1940 році штаб флотилії річки Дунай був підпорядкований Головному військово-морському командуванню Королівського югославського флоту. Флот включав групу моніторів, ряд допоміжних суден, власну військово-морську базу і загін кораблів на Охридському озері в Македонії.

### Друга світова війна (1941—1945 роки.)

#### Вторгнення в Югославію
З німецьким вторгненням до Югославії в 1941 році, також відомому як Квітнева війна, річкова флотилія Югославії була заздалегідь розгорнута на річках Дунай і Тиса, готова до взаємодії з підрозділами Королівської югославської армії, аби захистити внутрішні водні шляхи від проникнення ворога.
Королівська югославська флотилія успішно здійснила наступальні операції проти військ Осі, обстрілюючи німецький аеродром в Мохачі, Угорщина 6 квітня 1941 року і знову через два дні. 11 квітня 1941 року підрозділи флотилії відійшли до Нового Саду після повторних атак німецьких бомбардувальників.
Рано вранці 12 квітня 1941 року ескадрилья німецьких пікіруючих бомбардувальників  "Юнкерс-87" атакувала югославські монітори біля Челарево. Монітор «Драва» був уражений кількома бомбами, які не змогли пробити 300-мм броню палуби корабля, поки, випадково бомба не влучила в люк. Інші три монітори були затоплені своїми екіпажами пізніше 12 квітня 1941 року, коли німецькі та угорські сили зайняли їхні бази. Югославська річкова флотилія припинила існування через окупацію Югославії нацистською Німеччиною.

#### Югославські партизани
11 вересня 1944 року наказом Генерального штабу югославської Народно-визвольної армії (партизанської) у Воєводині була утворена військово-морська рота в селі Нештин, сформована з партизанів з досвідом служби на флоті, вона призначалась для дій на Саві та Дунаї.
20 листопада 1944 року база річкової флотилії була офіційно заснована в м. Нові-Сад. Через трохи більше двох місяців партизани за їх повідомленнями, серйозно пошкодили п'ять суден противника і завдали легких ушкоджень сорок трьом катерами. Протягом цього ж періоду флотилія перевезла близько 220 тис. югославських партизанів, 2 тис. гармат, 3 тис. тон вантажівок та інші вантажі через Дунай.
До березня 1945 року річкові сили партизан мали в розпорядженні сім патрульних катерів, дев'ять моторних човнів і сім штурмових човнів. До середини квітня 1945 р. вони були посилені ще п'ятьма кораблями і командним кораблем Cer. 20 березня 1945 року було сформовано Савську флотилію з базою в Сремській Митровиці, а 14 квітня 1945 року була сформована Дунайська флотилія з базою в Нові-Саді.

### Соціалістична Югославія (1945—1991)
У період між 1944 і 1965 роками Югославська річкова флотилія складалася з загонів бронекатерів, річкових допоміжних суден та тральщиків. підпорядковуючись командуванню Югославського військово-морського флоту.
Протягом 60-х років флотилія протягом короткого періоду була підпорядкована 1-шій армії Югославської народної армії, але після подальшої реорганізації знову стала частиною югославських ВМС.
У період між 1965 і 1984 рр. Річкова флотилія пройшла суттєву технічну модернізації. Протягом цього ж періоду флотилія отримала низку нових тральщиків типу Neštin, переоснастила низку кораблів та катерів новими системами озброєння. 

### Югославія та Сербія (з 1991 року по нинішній час)
У період розпаду Югославії, 8 листопада 1991 р., тральщик RML-308 (типу Botica) був направлений до Копачки Рит, щоб перехопити чехословацький буксир Šariš, підозрюваний у контрабанді стрілецької зброї хорватам. Після прибуття до місця злиття Драви з Дунаєм, тральщик потрапив у засідку хорватьських підрозділів, які обстріляли його з гранатометів та стрілецької зброї. Два сербських старшини, Крістіян Лампрет і Стеван Маркович загинули, а капітан RML-308 Зоран Маркович був поранений снайпером. Незважаючи на важкі поранення, Маркович зумів спрямувати катер до берега за допомогою декількох моряків. Під час бою RML-308 вцілив у Šariš своїми 20-міліметровими зенітними гарматами і пошкодив рульову рубку та вціливши у один з його паливних баків, втім навіть охоплений полум'ям  Šariš встиг відірватись.
З розпадом Соціалістичної Федеративної Республіки Югославія Югославська Народна Армія в 1992 році стала Збройними силами Сербії та Чорногорії. Під час цього переходу річкова флотилія залишалася частиною флоту. У 1990-х роках в 1996 році було введено в дію один новий річковий тральщик Neštin, а дві десантних баржі типу 601 були переведені з морської служби в Чорногорії до річкової флотилії після ремонту на суднобудівному заводі «Бродотехніка» в Белграді.

## Командування та організація
Після реорганізації Збройних сил Сербії після виходу Чорногорії з союзної держави, річкова флотилія була підпорядкована сухопутним військам, оскільки Сербія не має виходу до моря, а відтак не потребує військово-морських силї.
- Командування річкової флотилії — Нові Сад 
  - Командування — Новий Сад у казармах «Александр Берич»
  - 1-й річковий загін — Нові Сад у казармі «Александр Берич»
    - 93-я рота водолазів — Нові Сад у казармах «Александр Берич»[26]

  - 2-й річковий загін — Белград
  - 1-й понтонний батальйон — Шабац у казармі «Черські junaci»
  - 2-й понтонний батальйон — Нові Сад у казармах «Александр Берич»
  - Рота забезпечення — Нові Сад у казармах «Александр Берич»

## Навчання
Флотилія регулярно проводить вправи зі стрільби і маневрування, тісно співпрацюючи з іншими елементами Збройних сил Сербії та іншими державними органами, такими як поліція, митниця, імміграція, реагування на надзвичайні ситуації та пожежною службою.
Флотилія регулярно проводить щорічні  спільні навчання тренувань з річковими силами сусідніх Болгарії, Угорщини та Румунії в різних місцях на Дунаї. Навчання зазвичай передбачають сценарії боротьби з тероризмом та ліквідації наслідків стихійних лих і часто включають в себе стрільби по наземним і водним цілям.

## Традиції
Сербська армія відзначає 6 серпня як День річкової флотилії, щоб відзначити спуск першого сучасного сербського річкового військового корабля «Jadar»у 1915 році на річці Сава.

## Основні активи та ініціативи з закупівель
Основні активи річкової флотилії в основному датуються 1970-ми роками, але добре підтримуються і підлягають періодичним скромним модернізаціям. Більшість суден флотилії вважаються адекватними завданням, що вимагаються від них протягом щонайменше ще одного десятиліття.
П'ять річкових тральщиків типу Nestin складають ядро річкової флотилії річки. Очікується, що вони перебуватимуть на озброєнні з річковою флотилією до 2028 року. Аналогічно, п'ять десантних барж типу 22 і три патрульні катери типу 20 корисні і легкі в експлуатації. Очікується, що вони залишаться в складі флотилії протягом деякого часу. Щоб поповнити свій корабельно-катерний склад, флотилія придбала низку невеликих цивільних суден, включаючи один швидкісний човен Premax 39, побудований в Сербії. Деякі з основних суден флотилії постійно знаходяться на ремонті, часу, тоді як єдиний патрульний катер, побудований ще 1950-х років, RPB-111 Jadar, імовірно, знаходиться в очікуванні утилізації.
У жовтні 2013 року, загальний чотирирічний ремонт і модернізація корабля командування флотилії, БПН-30 «Kozara», була завершена на верфі Апатина. Ремонт включав встановлення нових дизель-електричних двигунів. Забезпечено використання корабля в якості госпітального судна та тренувального корабля для сербських курсантів, які навчаються у Військовій академіїСербії. У липні 2017 року «Козара» вирушила з Нові Сада до Угорщини в перший міжнародний візит сербського військового корабля з 1915 року.
У 2017 році Китай подарував Сербії 24 моторні човни RIB-720, оснащених 150 сильними підвісними двигунами Yamaha, щоб допомогти в діяльності з ліквідації повені. 10 човнів було виділено для річкової флотилії урядом Сербії.

## Галерея

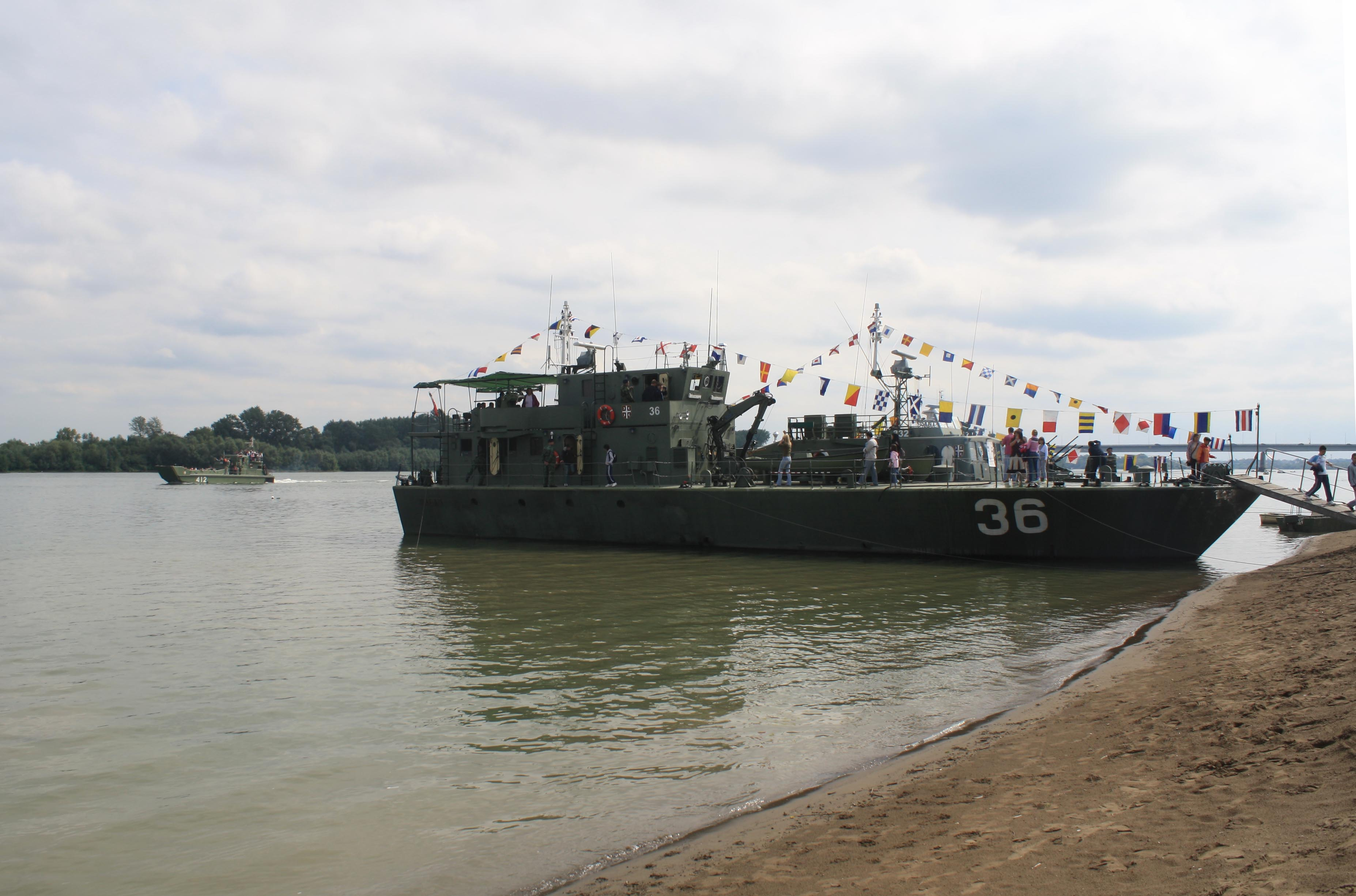
RSRB-36 "Šabac"
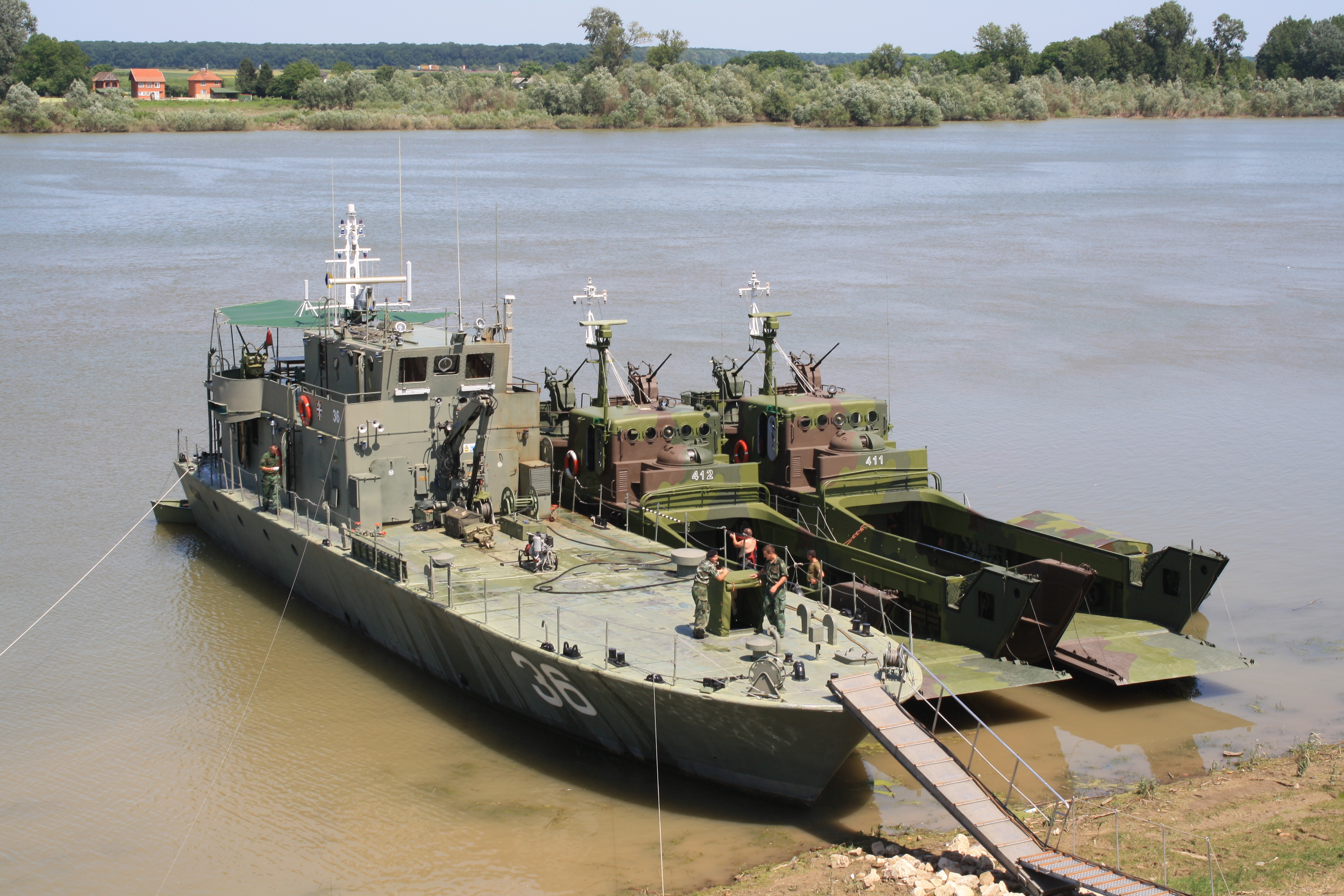
RSRB-36 "Šabac"
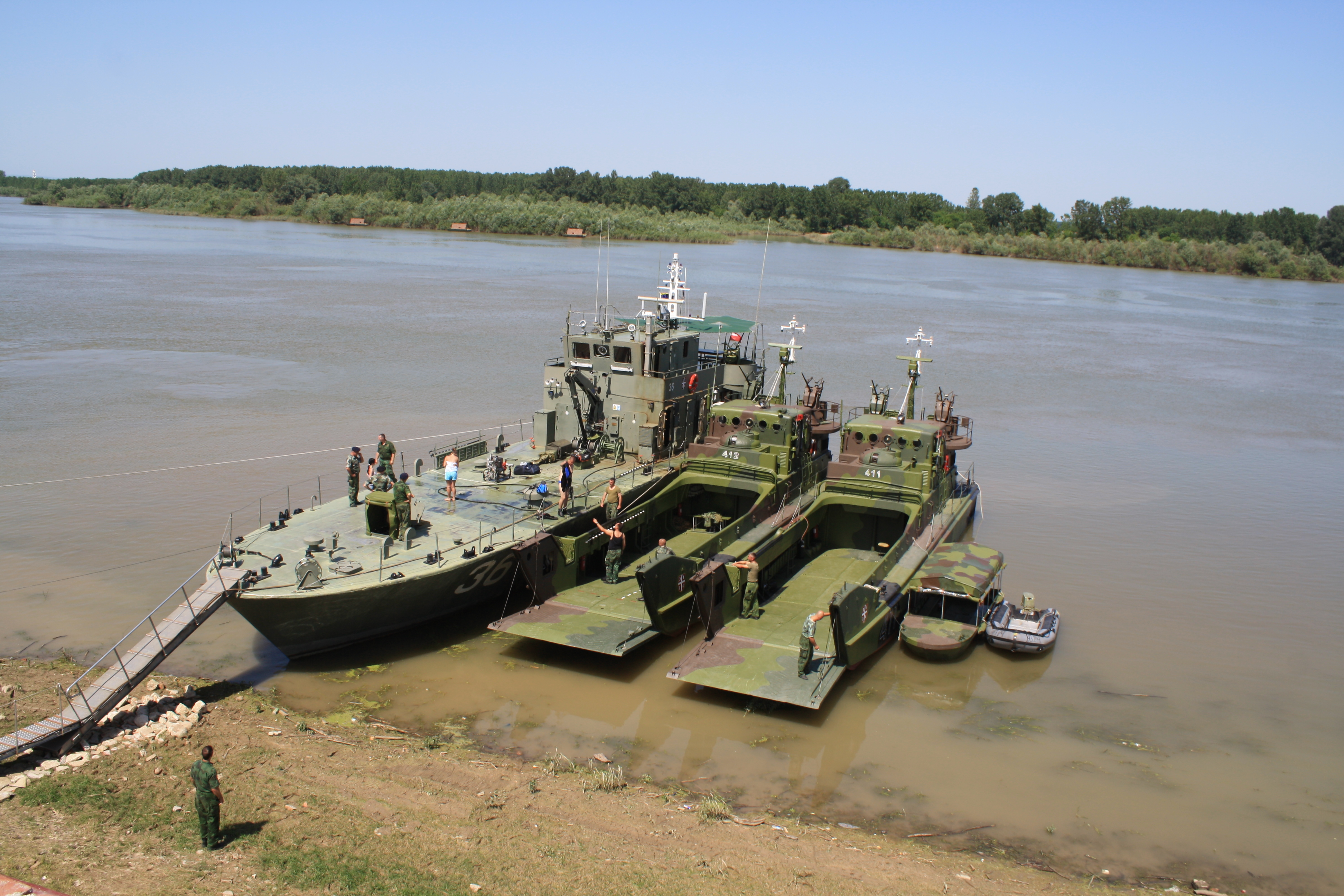
RSRB-36 "Šabac"
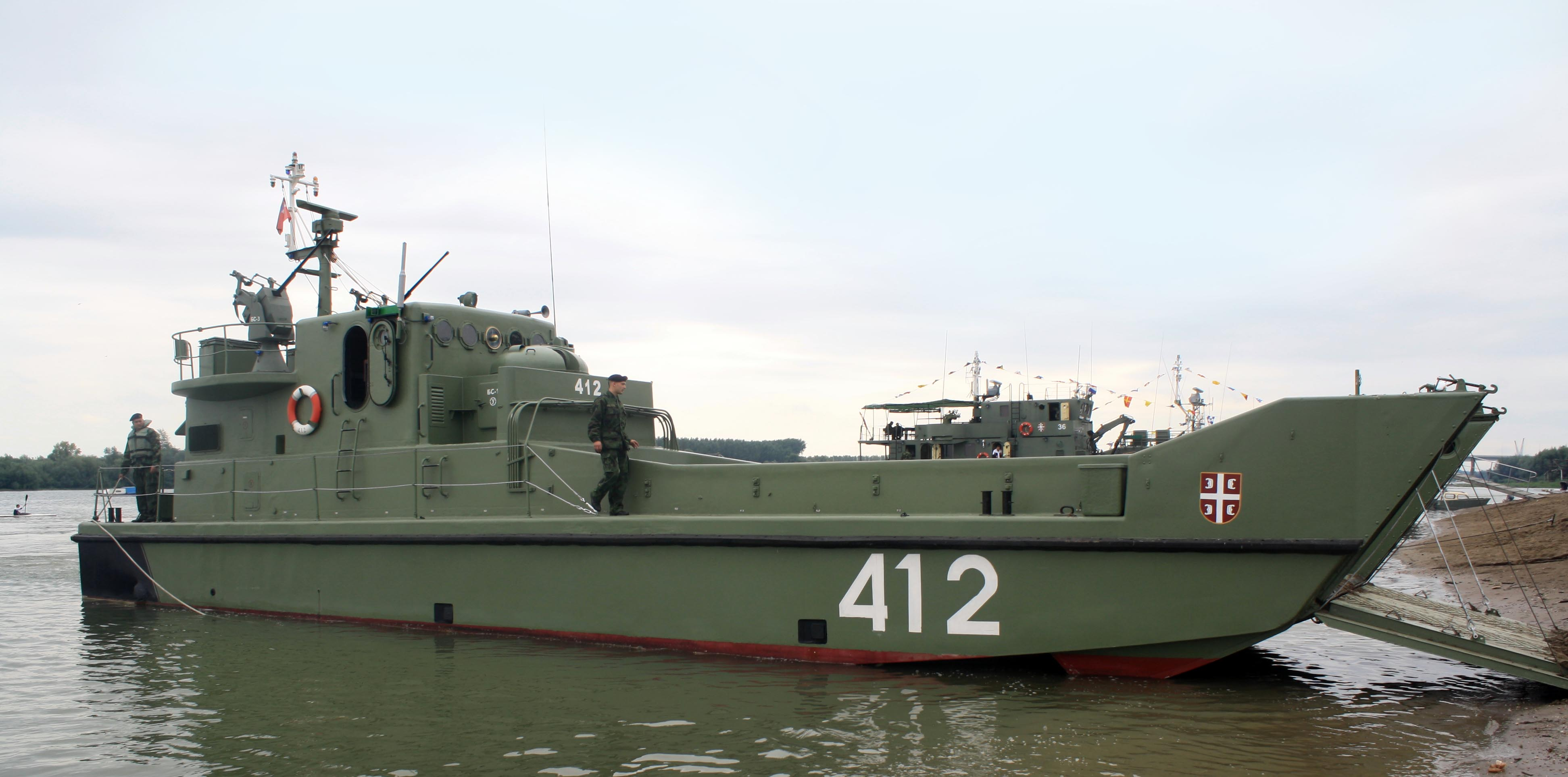
десантний катер DJČ-412 "Belegiš"
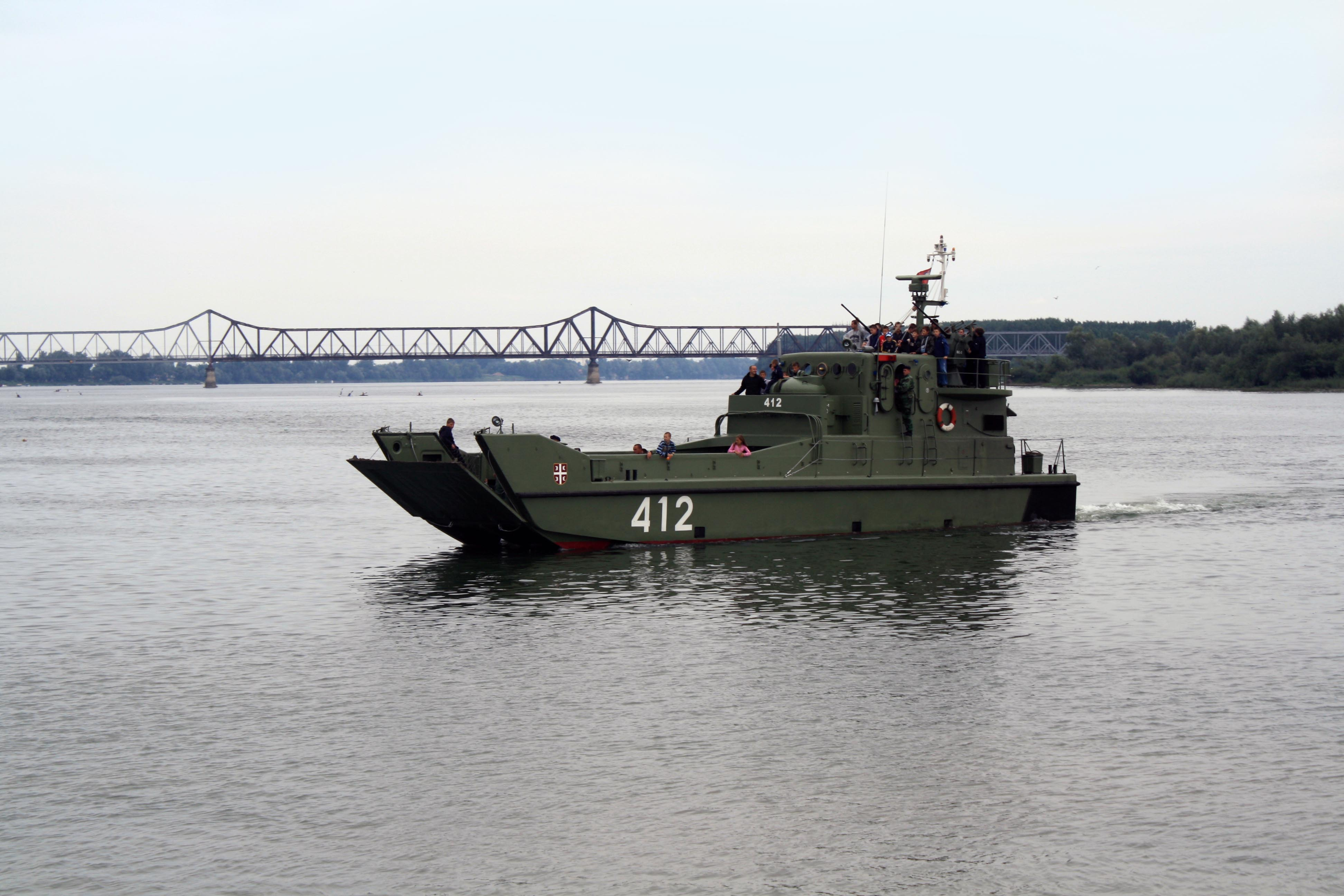
десантний катер DJČ-412 "Belegiš"
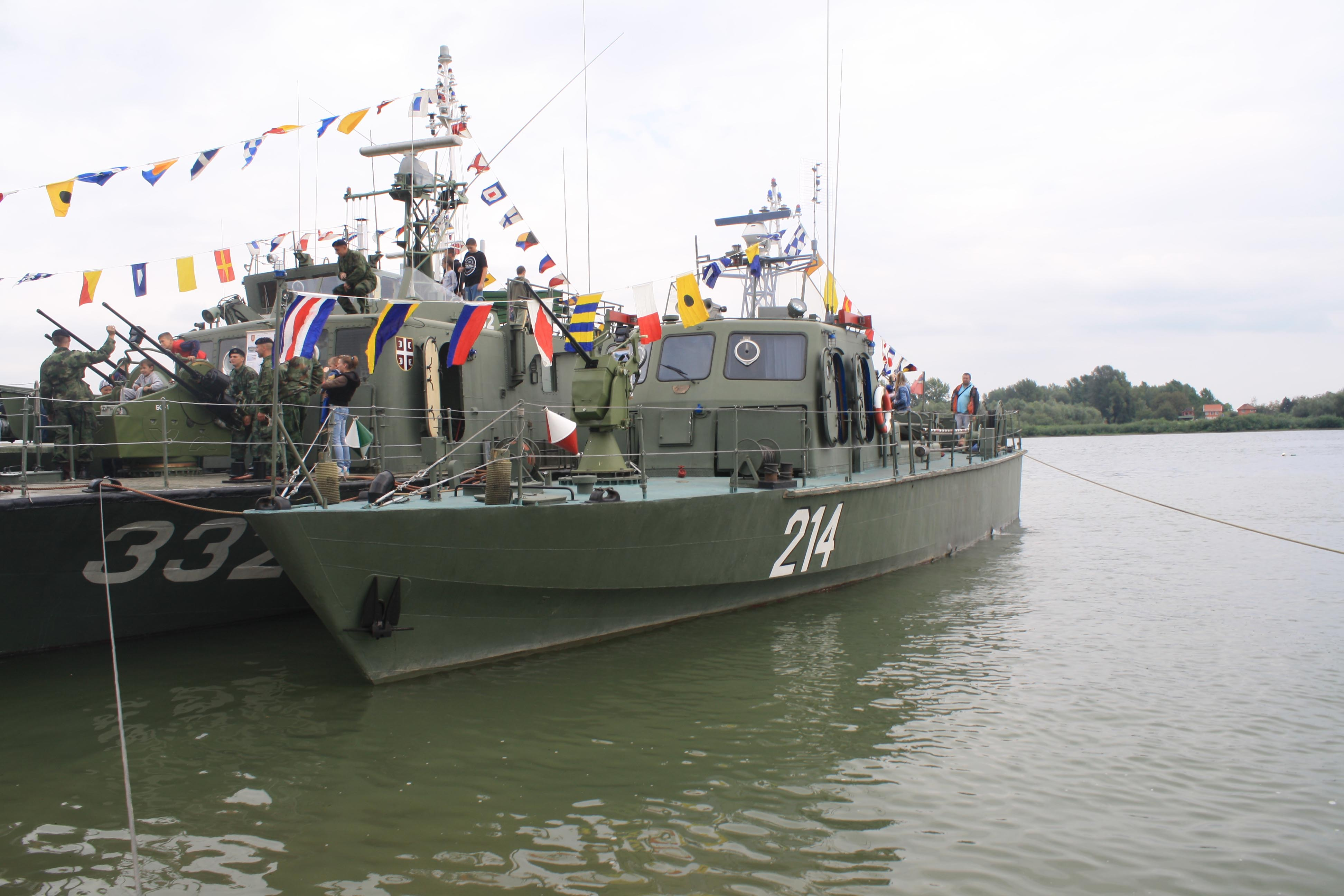
патрульний катер RPČ-214 "Morava"
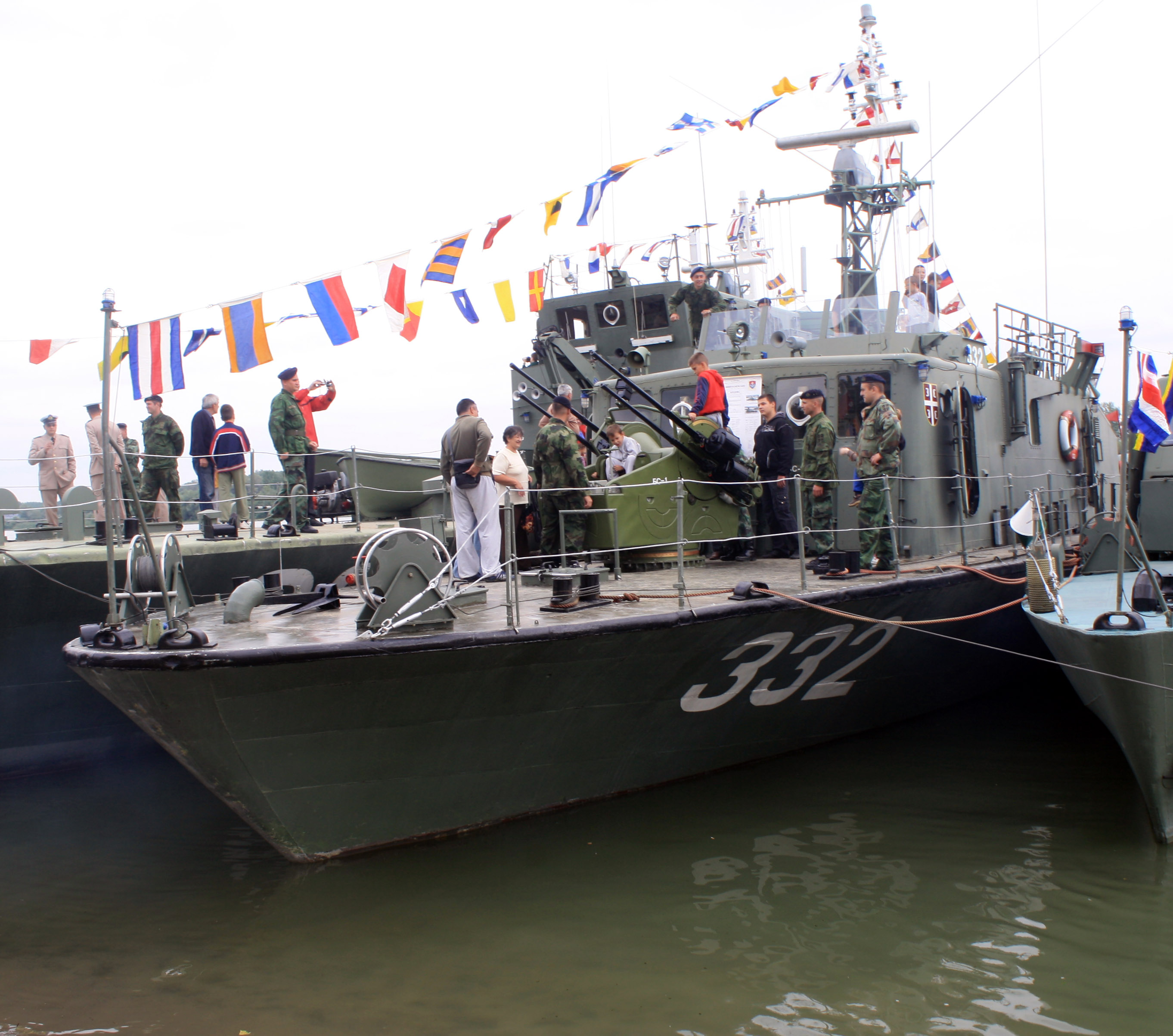
RML-332 "Titel"
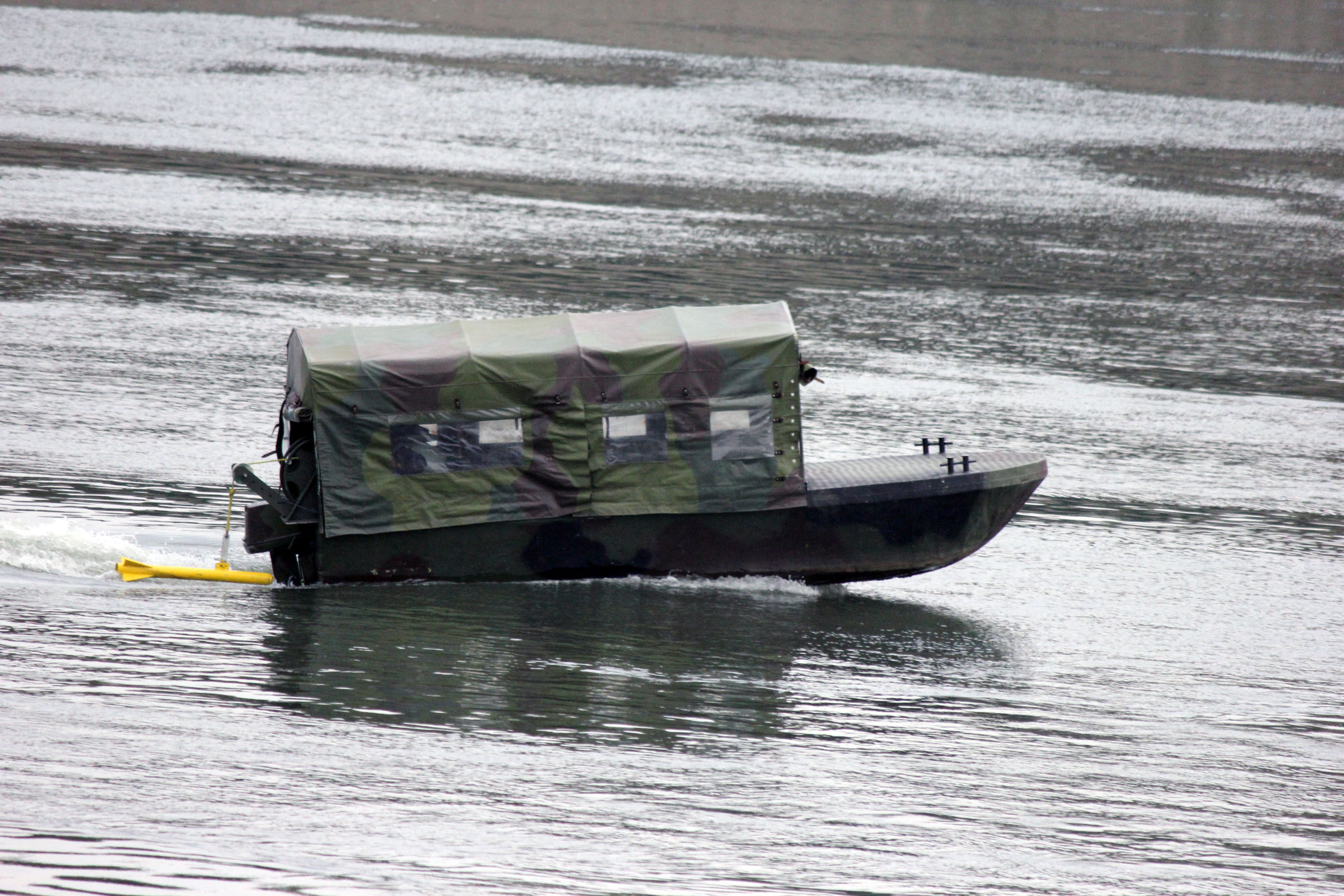
Малий патрульний катер
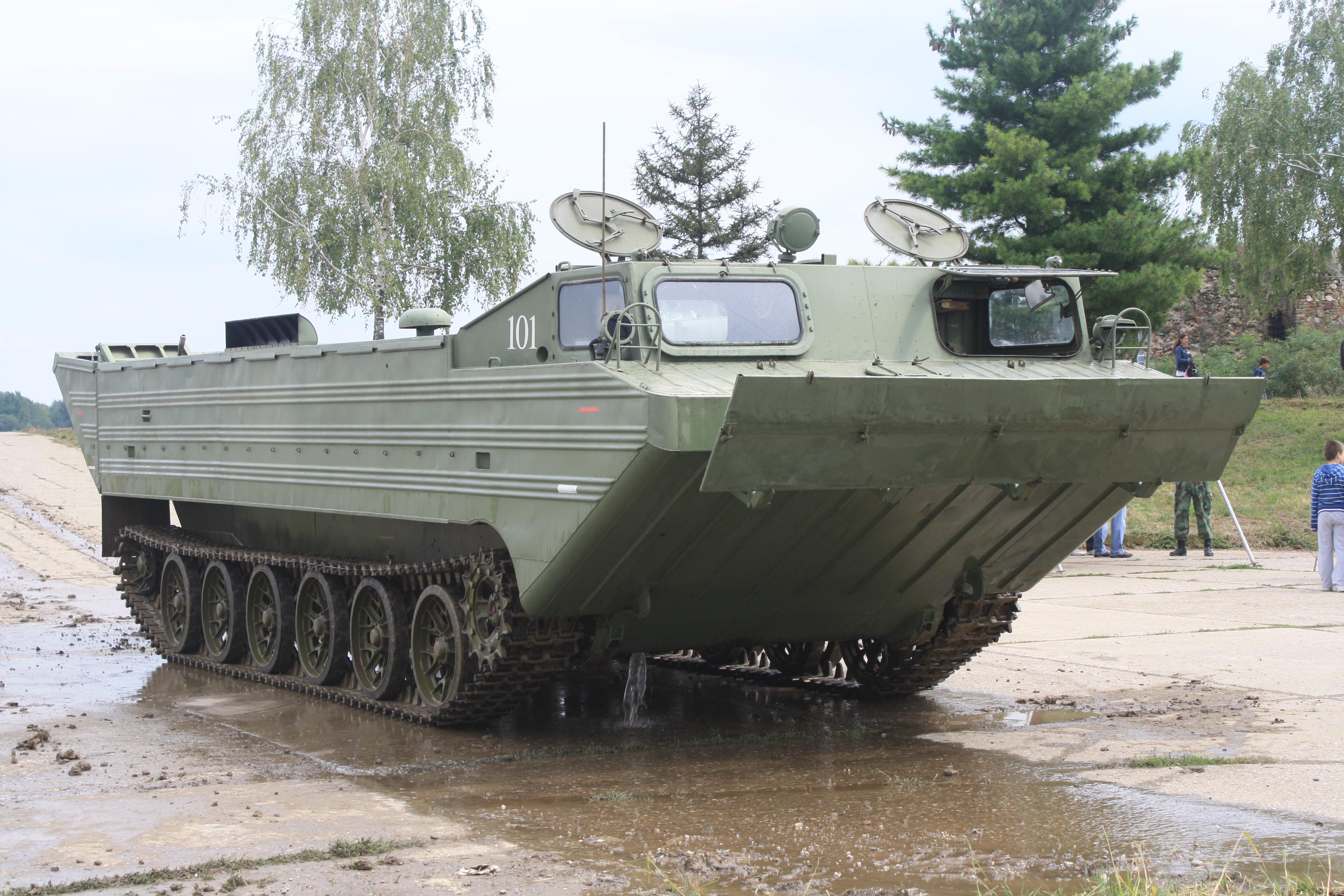
PTS-M Першого понтонного батальйону